# Carlotta Maury
Carlotta Joaquina Maury (6 de enero de 1874-3 de enero de 1938) fue geóloga, estratígrafa y paleontóloga estadounidense y una de las primeras mujeres en trabajar como científica profesional en la industria del petróleo y el gas. Los prejuicios contra las mujeres profesionales, que eran comunes en la época, no afectaron a Maury gracias a su vasto conocimiento y sus reconocidas habilidades técnicas.

## Primeros años y educación
Carlotta Joaquina Maury nació el 6 de enero de 1874 en Hastings-on-Hudson, Nueva York. Su padre era el clérigo Mytton Maury, descendiente directo del también clérigo James Maury y uno de los hijos de la escritora británica Sarah Mytton Maury. Su madre era Virginia Draper, hija de Antonia Coetana de Paiva Pereira Gardner y del doctor John William Draper. Su tío, Henry Draper, es considerado un pionero de la astronomía al igual que su abuelo. También fue la hermana menor de la astrónoma Antonia Maury.
Estudió en Radcliffe College de 1891 a 1894, luego asistió a Jardin des Plantes en París de 1899 a 1900 y a la Universidad de Columbia. Después de pasar un año en la Sorbona para realizar estudios de posgrado, completó su doctorado en la Universidad de Cornell en 1902, convirtiéndose en una de las primeras mujeres en recibir su doctorado en Paleontología.

## Carrera
Al finalizar sus estudios, Maury comenzó a enseñar en la Erasmus High School de Brooklyn, Nueva York, en 1900. Luego fue asistente de Paleontología en la Universidad de Columbia en 1904 y profesora de Geología en el Columbia College y el Barnard College hasta 1912.
Maury regresó al campo y se unió a un equipo dirigido por Gilbert Dennison Harris, su antiguo asesor de Cornell. El objetivo del grupo era investigar áreas ricas en petróleo en las costas de Texas y Louisiana en el Golfo de México. La información que brindaron fue la primera información geológica significativa sobre esta área de producción de petróleo. La contribución específica de Maury a los esfuerzos de investigación consistió en recopilar datos basados en los hallazgos paleontológicos con el fin de crear un mapa estructural de una amplia región. El análisis del equipo solo ha necesitado ajustes menores desde que se publicó en 1910.
Comenzó a trabajar para la Royal Dutch Shell como geóloga consultora y estratígrafa en 1910 y luego para la General Asphalt Co. como parte de un equipo para explorar áreas de camas del Eoceno Antiguo en Trinidad y Venezuela. Sus hallazgos de fósiles y fauna fueron los primeros de su tipo en el Caribe y América del Sur. Después de enseñar en el Huguenot College en Wellington, Sudáfrica, regresó al Caribe como líder de la «Expedición Maury» a la República Dominicana en 1916, a pesar de la inestabilidad política que había en la zona en aquella época. Su objetivo era ordenar las capas estratigráficas de las eras del Mioceno y Oligoceno, que estaban compuestas por rocas sedimentarias con pesados depósitos fósiles. Esto resultó en el descubrimiento de 400 nuevas especies. Su trabajo formó la base del actual Proyecto Internacional República Dominicana, que es un esfuerzo de investigación que tiene como objetivo analizar el cambio evolutivo en el Caribe desde la era del Mioceno hasta la era moderna.
C. J. Maury (como la llamaban a menudo y como se muestra en sus documentos científicos) era conocida por trabajar rápidamente y prestar atención a los detalles, mientras mantenía un alto nivel de entusiasmo. Sus habilidades y capacidades eran tan altamente reconocidas, que hasta fue nombrada paleontóloga oficial del Servicio Geológico y Mineralógico de Brasil. Mientras estuvo en este cargo publicó múltiples monografías y boletines del servicio mineralógico entre 1919-1937.
Maury murió el 3 de enero de 1938 en Yonkers, Nueva York.